# Die sieben Raben
Die sieben Raben è un film d'animazione tedesco del 1937 diretto dai fratelli Diehl. Il film è realizzato con animazione stop motion ed inizialmente doveva essere distribuito il 2 dicembre del 1937, ma fu presentato nel 1953. Il film è una trasposizione animata della favola dei fratelli Grimm I sette corvi.

## Produzione
Il film fu prodotto dalla Diehl Brothers, unica produzione di una società formata dai fratelli Diehl in occasione della lavorazione della pellicola.

## Distribuzione
La prima del film si tenne al Primus-Palast di Berlino il 2 dicembre 1937.
Negli Stati Uniti, il film fu presentato il 2 aprile 1953 distribuito dalla M & A Alexander Productions Inc. con il titolo inglese The Seven Ravens.